# Hôtel du Lotto
L'Hôtel du Lotto est un édifice qui fait partie du vaste ensemble architectural de style néo-classique de la place Royale de Bruxelles construit entre 1775 et 1782 par les architectes français Jean-Benoît-Vincent Barré et Barnabé Guimard à l'époque des Pays-Bas autrichiens.
Il abrite depuis 2009 le Musée Magritte.

## Localisation
L'Hôtel du Lotto est situé à l'angle de la place Royale et de la rue Montagne de la Cour qui descend vers le Mont des Arts.
Il occupe plus précisément le no 1 et le no 2 de la place Royale, entre la rue Montagne de la Cour et la rue du Musée.

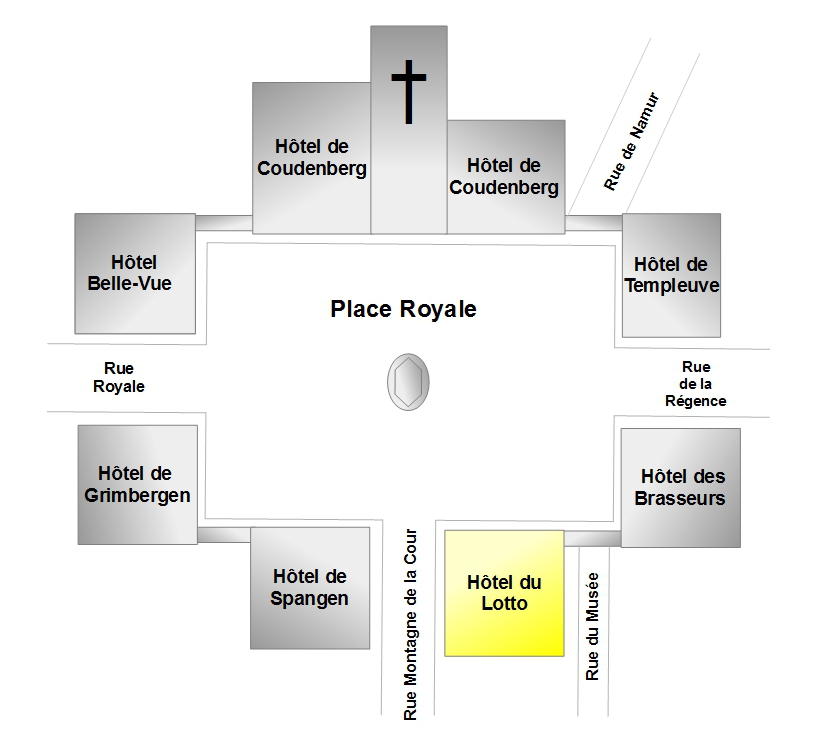
Situation de l'Hôtel du Lotto sur la place Royale.

## Historique

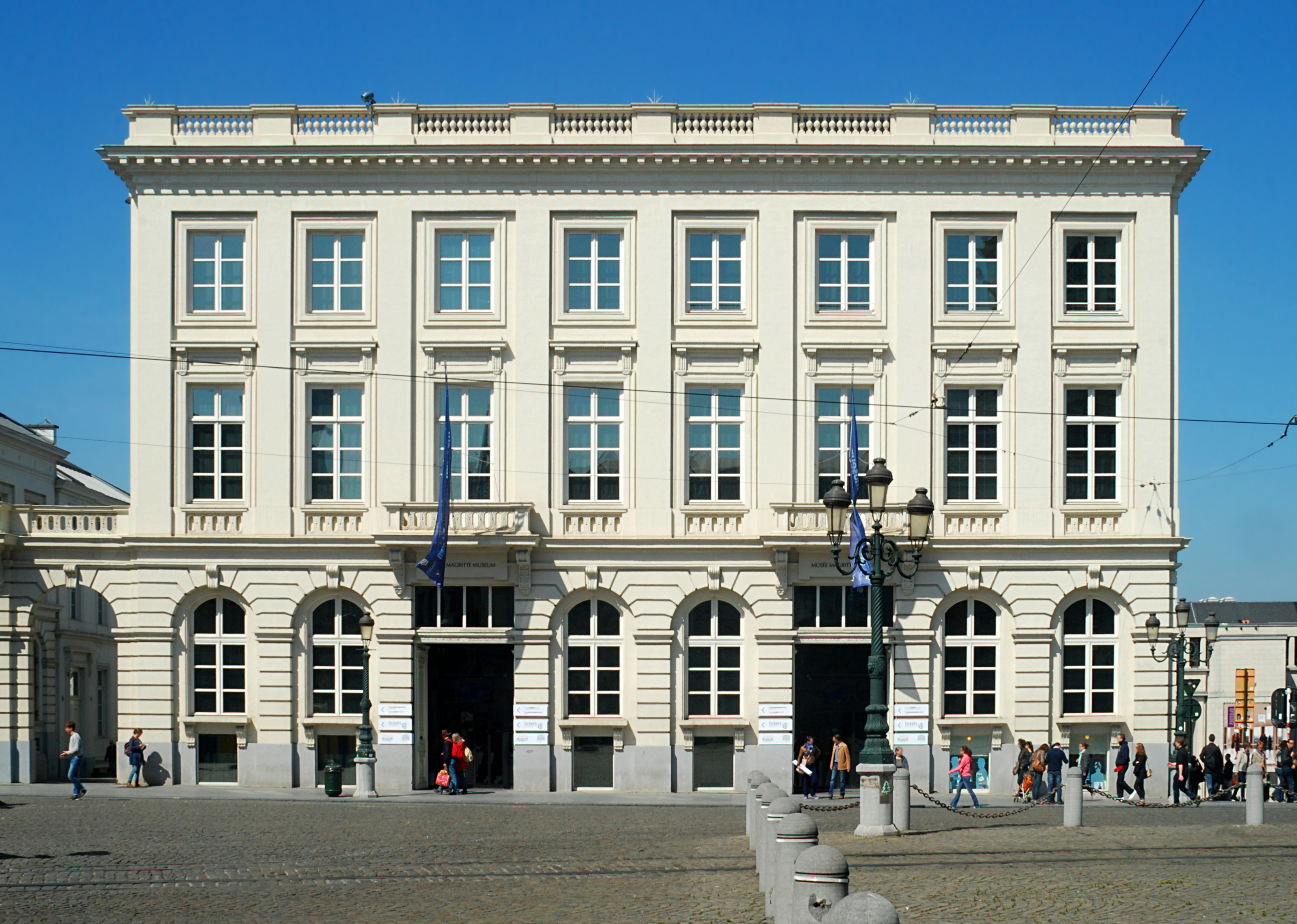
La façade de la place Royale.

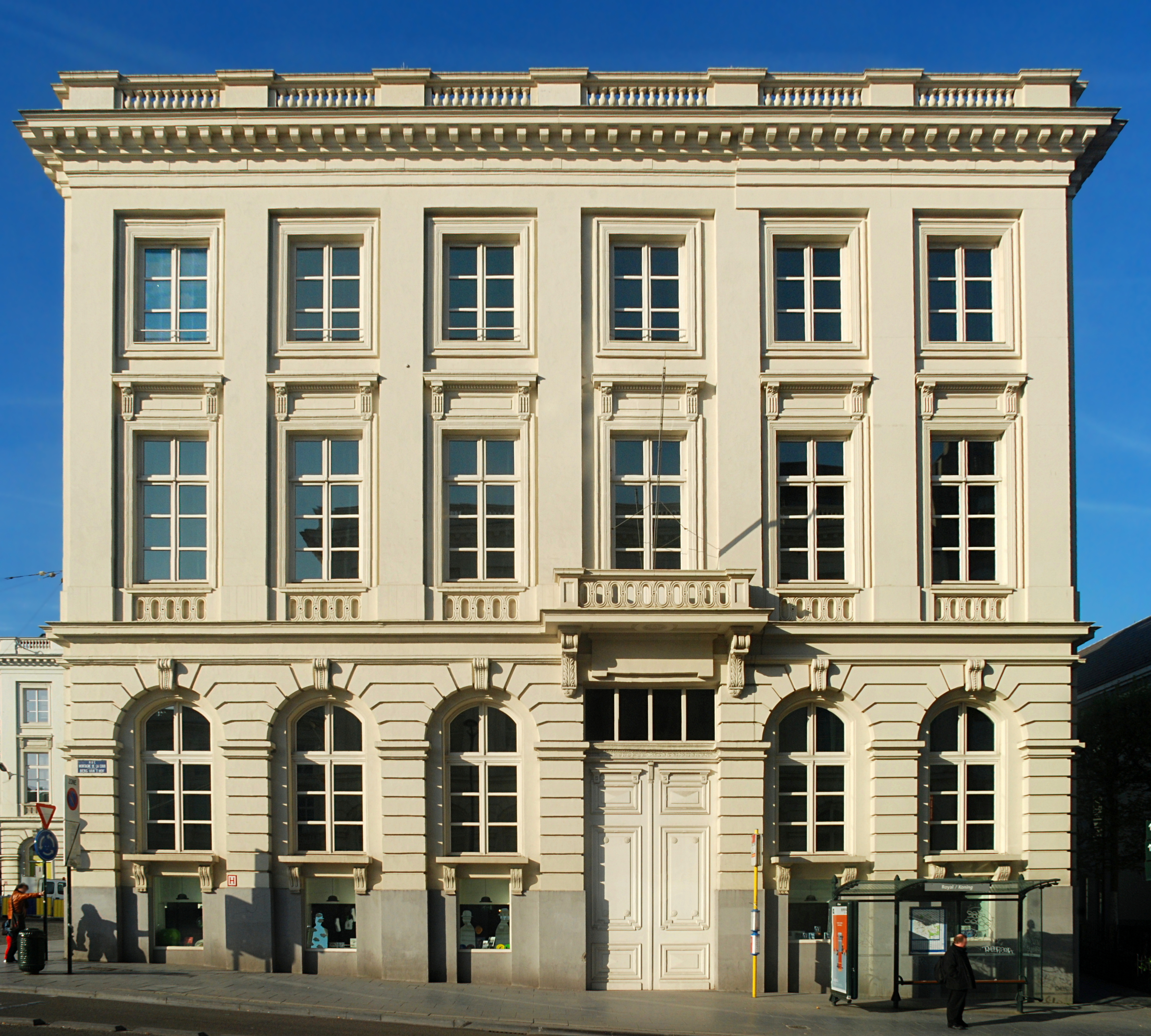
La façade latérale (rue Montagne de la Cour).

### Historique de la place Royale
Au XVIIIe siècle, les autorités autrichiennes souhaitent édifier à l'emplacement de l'ancien palais du Coudenberg, incendié en 1731, une place monumentale inspirée des modèles français tels la place Stanislas de Nancy (1755) et la place Royale de Reims (1759).
Le projet est approuvé en 1774 par l'impératrice Marie-Thérèse d'Autriche, qui autorise la démolition du palais.
En 1776, le projet devient un plan urbanistique monumental comportant huit pavillons, qui est confié aux architectes français Jean-Benoît-Vincent Barré, qui conçoit le projet de base, et Barnabé Guimard, qui assure la réalisation des plans détaillés.
En raison des coûts élevés, le gouvernement fait appel à l'abbaye du Coudenberg, à l'abbaye de Grimbergen, à la corporation des Brasseurs, à la Loterie impériale et royale des Pays-Bas ainsi qu'à des particuliers comme le comte de Spangen, la comtesse de Templeuve et le marchand de vins Philippe de Proft,.

### Historique de l'Hôtel du Lotto
L'Hôtel du Lotto est construit de 1776 à 1778 pour la Loterie impériale et royale des Pays-Bas.
L'intérieur est dessiné par Barré (et non par Guimard comme les Hôtels de Coudenberg).
L'édifice connaît de nombreuses affectations au fil du temps, : 
- XIXe siècle : « Hôtel britannique » puis « Hôtel de l'Europe » (hôtel pour voyageurs)[Notes 1] ;
- Première Guerre mondiale : occupation par les Allemands ;
- 1919 : Ministère de l'Industrie, du Travail et du Ravitaillement ;
- 1920 : bijouterie Altenloh ;
- 1962 : « Musée de poche » (local provisoire du Musée d'Art Moderne) ;
- 1984 : bâtiment de surface et entrée principale du nouveau Musée d'Art Moderne ;
- 2009 : Musée Magritte.

|  |  |

## Architecture

### Maçonneries
L'Hôtel du Lotto présente des façades enduites et peintes en blanc comme tous les pavillons de la place Royale ainsi que la plupart des immeubles néo-classiques dessinés par Guimard autour du Parc de Bruxelles (Hôtel Errera, Hôtel de Ligne, Hôtel Empain, le « Lambermont »…).
Ceci résulte de l'édit du gouvernement de 1781 qui ordonnait d'enduire les façades de tous les pavillons de la place Royale.

### Façades
Le bâtiment, de trois niveaux, présente huit travées le long de la place Royale et six le long de la rue Montagne de la Cour.
Le rez-de-chaussée est rythmé par une succession d'arcades cintrées à imposte et clé d'arc à perles et volutes, séparées par une maçonnerie à bossages plats et à lignes de refend. Autour de l'arc des arcades, les bossages adoptent un profil rayonnant, typique de l'architecture néo-classique. Dans chaque baie cintrée est inscrite une fenêtre à arc surbaissé possédant un appui de fenêtre supporté par deux corbeaux à motif de gouttes et rudentures.
Séparé du rez-de-chaussée par un entablement, le premier étage est percé de hautes fenêtres rectangulaires à meneau et traverse de bois. Ces fenêtres, à l'encadrement mouluré, sont ornées à leur base d'une allège à balustrade et à leur sommet d'un petit entablement à frise de denticules soutenu par des consoles rectangulaires.
Le deuxième étage est percé de fenêtres plus petites dont l'ornementation se réduit à un encadrement mouluré et sommé d'une corniche en forte saillie soutenue par des modillons rectangulaires, elle-même surmontée d'une balustrade en attique.
La façade de la place Royale est percée de deux grandes portes en bois surmontées chacune d'une fenêtre d'imposte quadripartite et d'un cartouche marqué « Musée Magritte Museum ». La fenêtre située au-dessus de chaque porte est précédée d'un balcon à balustrade de pierre soutenu par des consoles ornées de volutes et de feuilles d'acanthe.
La façade disposée le long de la rue Montagne de la Cour, est très semblable, à quelques détails près : composée de six travées seulement, elle est asymétrique car son unique porte est décentrée.
|  |  |  |  |

### Le portique de la rue du Musée
Au sud, le bâtiment est prolongé par un portique qui enjambe la rue du Musée et le relie  à l'Hôtel des Brasseurs.
Ce portique, construit sur des plans de Guimard en 1780, est identique au portique de l'impasse du Borgendael et au portique de la rue de Namur situés de l'autre côté de la place, de part et d'autre des Hôtels de Coudenberg.

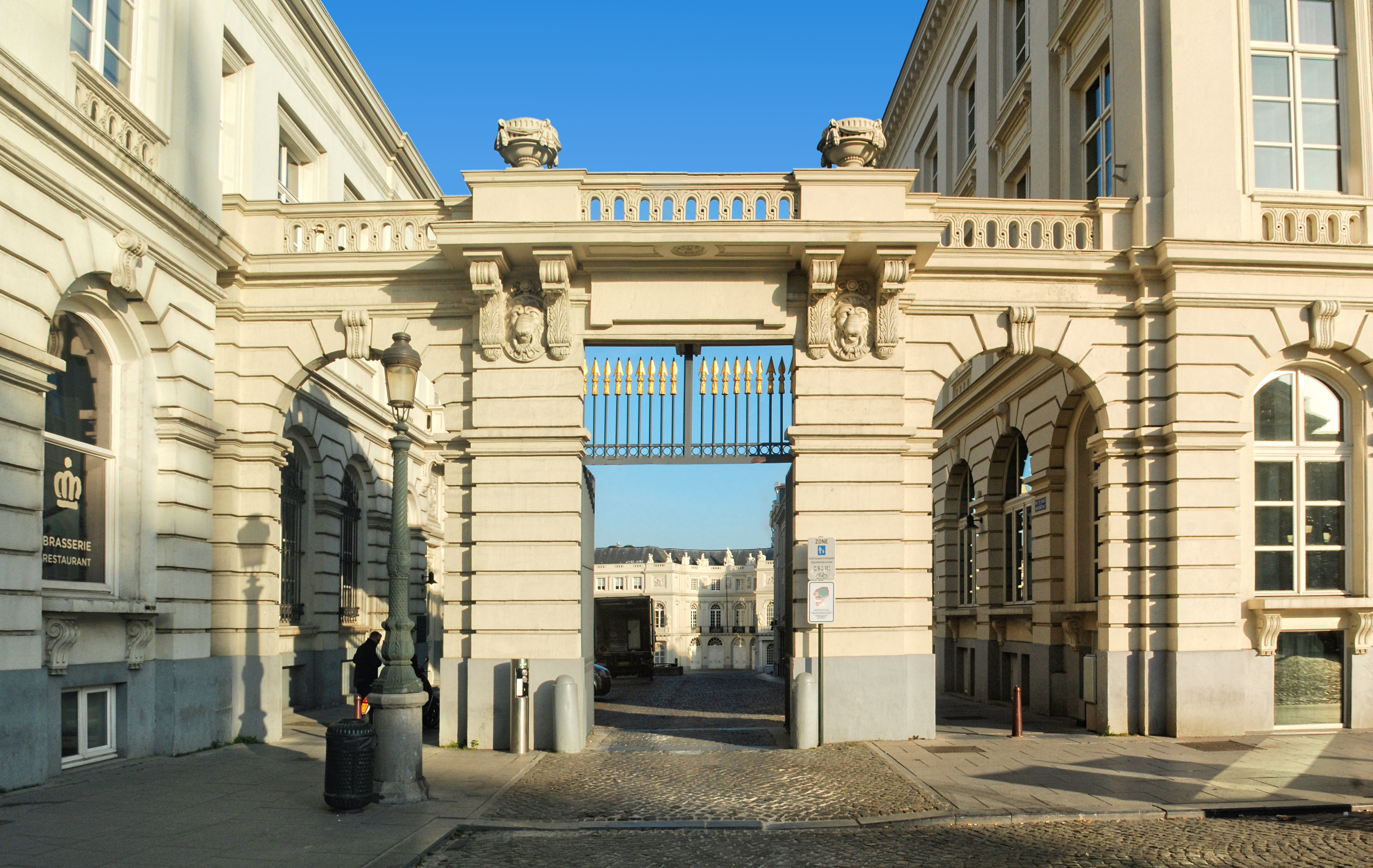
Le portique de la rue du Musée.

## Accessibilité
| ___ | Ce site est desservi par les stations de métro : Gare Centrale et Parc. |